# Quận Callaway, Missouri
Quận Callaway là một quận thuộc tiểu bang Missouri, Hoa Kỳ. Theo điều tra dân số năm 2000 của Cục điều tra dân số Hoa Kỳ, quận có dân số 40.766 người 2. Quận lỵ đóng ở Fulton 6

## Địa lý
Theo Cục điều tra dân số Hoa Kỳ, quận có tổng diện tích km2, trong đó có km2 là diện tích mặt nước.

## Thông tin nhân khẩu
Theo điều tra dân 2 năm 2000, quận đã có dân số 40.766 người, 14.416 hộ gia đình, và 10.336 gia đình sống trong quận hạt. Mật độ dân số là 49 người trên một dặm vuông (19/kmТВ). Có 16.167 đơn vị nhà ở với mật độ trung bình là 19 trên một dặm vuông (7/kmТВ). Cơ cấu dân tộc của cư dân sinh sống ở quận này bao gồm 91,79% người da trắng, 5,66% da đen hay Mỹ gốc Phi, 0,52% người Mỹ bản xứ, 0,52% châu Á, Thái Bình Dương 0,01%, 0,30% từ các chủng tộc khác, và 1,21% từ hai hoặc nhiều chủng tộc. 0,92% dân số là người Hispanic hay Latino thuộc một chủng tộc nào. 29,9% là người gốc Đức, 22,0% người Mỹ, Ailen 9,1% và 9,1% gốc tiếng Anh theo điều tra dân số năm 2000.
Có 14.416 hộ, trong đó 35,80% có trẻ em dưới 18 tuổi sống chung với họ, 57,10% là đôi vợ chồng sống với nhau, 10,40% có nữ hộ và không có chồng, và 28,30% là không lập gia đình. 23,00% hộ gia đình đã được tạo ra từ các cá nhân và 8,80% có người sống một mình 65 tuổi hoặc cao tuổi hơn. Cỡ hộ trung bình là 2,56 và cỡ gia đình trung bình là 3,00.
Trong dân số đã đạt mức trải ra với 25,40% dưới độ tuổi 18, 11,10% 18-24, 31,00% 25-44, 21,50% từ 45 đến 64, và 11,00% từ 65 tuổi trở lên. Độ tuổi trung bình là 35 năm. Đối với mỗi 100 nữ có 107,60 nam giới. Đối với mỗi 100 nữ 18 tuổi trở lên, đã có 108,90 nam giới.
Thu nhập trung bình cho một hộ gia đình trong đã đạt mức USD 39.110, và thu nhập trung bình cho một gia đình là USD 44.474. Phái nam có thu nhập trung bình USD 29.574 so với 22.317 USD của phái nữ. Thu nhập bình quân đầu người là 17.005 USD. Có 6,00% gia đình và 8,50% dân số sống dưới mức nghèo khổ, bao gồm 10,30% những người dưới 18 tuổi và 8,30% của những người 65 tuổi hoặc hơn.